# Serhij Tatusiak
Serhij Pyłypowycz Tatusiak (ur. 5 kwietnia 1955 w Żabokryczce w rejonie czeczelnyckim) – ukraiński polityk, przewodniczący Winnickiej Rady Obwodowej, deputowany Rady Najwyższej Ukrainy IV kadencji z ramienia bloku Za Jedyną Ukrainę.
Od lutego 2006 członek Partii Ludowo-Demokratycznej, od lipca 2008 zastępca przewodniczącego partii Zjednoczone Centrum. Po wyborze Wiktora Janukowycza na prezydenta Ukrainy wstąpił do Partii Regionów.
11 listopada 2010 obrany przewodniczącym Winnickiej Rady Obwodowej.